# توماس روبيني
توماس روبيني (بالفرنسية: Thomas Robinet) (18 سبتمبر 1996 بسانت بريست في فرنسا - ) هو لاعب كرة قدم فرنسي في مركز الهجوم. لعب مع نادي سوشو.

## وصلات خارجية
- توماس روبيني على موقع قاعدة بيانات كرة القدم.إي يو (الإنجليزية)
- توماس روبيني على موقع ليكيب (الفرنسية)
- توماس روبيني على موقع Soccerway.com (الإنجليزية)
- توماس روبيني على موقع عالم كرة القدم.نت (الإنجليزية)
- توماس روبيني على موقع GSA (الإنجليزية)